# Bro (Gotland)
Bro is een plaats in de gemeente, landschap en eiland Gotland en de provincie Gotlands län in Zweden. De plaats heeft 55 inwoners (2005) en een oppervlakte van 21 hectare.